# Raddon de Saint-Bresson
Raddon de Saint-Bresson – rzeka we Francji, przepływająca przez teren departamentu Górna Saona, o długości 10,2 km. Stanowi dopływ rzeki Rodan.